# Cải mèo
Trong ẩm thực các dân tộc thiểu số Việt Nam, Cải mèo là một loại rau cải được người dân ở vùng núi phía Bắc, đặc biệt là Sapa, Lào Cai, trồng ven các nương ngô, lúa. Cải mèo được rắc hạt vào các khoảnh đất hẹp cạnh bờ ruộng, ven nương, và rắc hạt ven rẫy trồng cây thuốc phiện (Anh Túc) từ đó cây mọc lên một cách tự nhiên không cần chăm sóc có vị đậm là đặc sản của người Mèo.
Lá cải mèo có nếp nhăn quanh rìa cùng với cải ngồng, khi chế biến món ăn cho hương vị ngon, giòn, đậm đà và hơi ngăm ngăm đắng. Đặc biệt, khi chế biến cải mèo không cần bột ngọt hay xương hầm vì món ăn có vị ngọt tự nhiên.
Cải mèo thường được người dân thu hái để chế biến nhiều món ăn lạ miệng như ngồng cải xào thịt hun khói, ngồng cải luộc, cải mèo xào thịt bò v.v.